# Sally Oldfield
Sally Patricia Oldfield (født 3. august 1947) er en irsk singer-songwriter. Hun er søster til komponisterne Mike og Terry Oldfield.
Oldfields debutalbum som solokunstner, Water Bearer, blev udgivet i 1978, hvor sangen "Mirrors". Den toppede som nr. 19 på UK Singles Chart og var på listen i 13 uger i 1978 og 1979. Sangen toppede som 88 i Australien. Siden dan har hun udgivet 15 soloalbums.

## Diskografi
Solo
- 1978 – Water Bearer – AUS No. 94[3]
- 1979 – Easy
- 1980 – Celebration
- 1981 – Playing in the Flame
- 1982 – In Concert
- 1983 – Strange Day in Berlin
- 1987 – Femme
- 1988 – Instincts
- 1990 – Natasha
- 1992 – The Flame as 'Natasha Oldfield'
- 1994 – Three Rings
- 1996 – Secret Songs
- 2001 – Flaming Star
- 2009 – Cantadora
- 2012 – Arrows of Desire
- 2018 – The Enchanted Way
- 2019 – Mystique

Med Steve Hackett
- 1975 – Voyage of the Acolyte - Vokal på "Shadow Of The Hierophant".[4]

Med Mike Oldfield
- 1973 – Tubular Bells
- 1974 – Hergest Ridge
- 1975 – Ommadawn
- 1978 – Incantations
- 2002 – Tres Lunas
- 2003 – Tubular Bells 2003

Med Pekka Pohjola
- 1977 – The Mathematician's Air Display